# The Hellenic Civil Aviation Authority

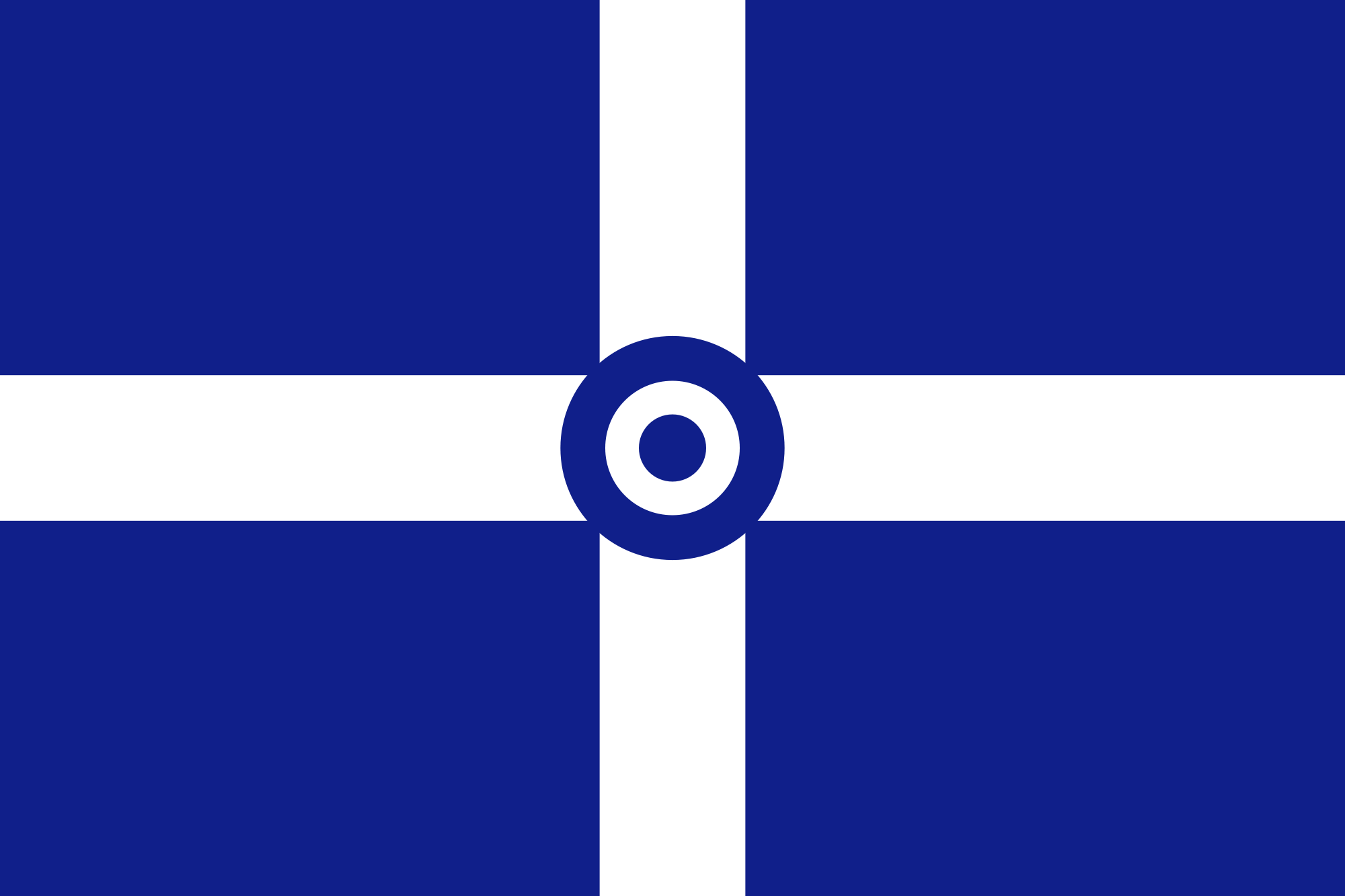

La Hellenic Civil Aviation Authority (HCAA) (in greco: Υπηρεσία Πολιτικής Αεροπορίας (ΥΠΑ), Ipiresìa Politikìs Aeroporìas) è l'Ente civile greco dell'aviazione civile sottoposto al controllo del Ministero delle Infrastrutture e dei Trasporti di Atene. L'ente nella sua forma attuale è stato istituito nel 1960 con Regio Decreto nº 865/60. L'Ente è retto da un Governatore.
L'attività della HCAA è l'organizzazione, lo sviluppo e il controllo delle infrastrutture dedicate al trasporto aereo a cui si aggiunge lo studio e la proposta di politiche generali riguardanti il settore del trasporto aereo.
La sede dell'ente è a Glifada e il Governatore attuale è Georgios E. Saounatsos.